# Atua
Atua ou Akua sont les dieux et les esprits des peuples océaniens, polynésiens tels que les Maoris ou les Hawaïens, mais aussi des gilbertins qui sont micronesiens. Le mot en océanien signifie littéralement la puissance ou la force et ce concept est similaire à celui de mana. Aujourd'hui, il est également utilisé pour la conception monothéiste de Dieu. Les Atua particulièrement puissants sont inclus  :
- Tāne - le créateur de tous les êtres vivants tels que les animaux, les oiseaux et les arbres
- Tangaroa - dieu de la mer
- Kū - le dieu de la guerre
- Rongo - dieu de la paix et de l'agriculture
- Whiro - dieu des ténèbres et du mal
- Tāwhirimātea - dieu des vents et des éclairs

A Samoa, où dans la langue locale le mot signifie dieu , le tatouage traditionnel a été fondé sur la doctrine des esprits tutélaires . Le mot désigne aussi un district de l'île d'Upolu dans les Samoa.

## Dans la culture populaire
Un personnage du jeu vidéo Danganronpa V3 : Killing Harmony, Angie Yonaga croit en un dieu nommé Atua. Son culte sera par ailleurs un élément important lors du meurtre du chapitre 3.